# Orchis laeta
Orchis laeta là một loài thực vật có hoa trong họ Lan. Loài này được Steinh. mô tả khoa học đầu tiên năm 1838.